# Pseudotropheus livingstonii
Pseudotropheus livingstonii (Syn.: Maylandia livingstonii, Metriaclima livingstonii) ist eine kleine Buntbarschart, die endemisch im ostafrikanischen Malawisee vorkommt. Die Art wurde zu Ehren des schottischen Afrikaforschers David Livingstone benannt, der den See auf der Suche nach den Quellen des Sambesi 1859 erreichte und „Lake Nyasa“ nannte.

## Aussehen
Männliche Pseudotropheus livingstonii erreichen eine Maximallänge von 14 cm, Weibchen bleiben etwas kleiner. Sie sind relativ hochrückig und seitlich stark abgeflacht. Die Männlichen Fische sind blau, mit gelb gesäumter Rücken- und Afterflosse, gelber Schwanzflosse und gelber Kehle. An der Afterflosse befinden sich mehrere gelbe Flecken. Eine Zeichnung von schwarzen bis dunkelblauen Streifen verläuft senkrecht über den ganzen Körper. Die Weibchen sind unscheinbar mit gelb-braunen unpaaren Flossen.

## Lebensweise
Pseudotropheus livingstonii lebt über reinen Sandflächen in Bereichen, wo Schneckengehäuse der Apfelschneckengattung Lanistes zu finden sind. Die Schneckengehäuse nutzen die Fische jedoch nur als Versteck und nicht als Laichplatz, wie die im Tanganjikasee endemischen Schneckenbuntbarsche. Pseudotropheus livingstonii pflegt seine Brut als Maulbrüter. Die Brutdauer beträgt 16 Tage. Beim Verlassen des elterlichen Mauls sind die Jungfische relativ klein. Pseudotropheus livingstonii ernährt sich von wirbellosen Tieren, die im Sand aufgespürt werden, und von Detritus.